# Cuiseaux
Cuiseaux è un comune francese di 1 799 abitanti situato nel dipartimento della Saona e Loira nella regione della Borgogna-Franca Contea.
Qua nacque il pittore Édouard Vuillard. 

## Società

### Evoluzione demografica
Abitanti censiti